# Maksymilian Budzisz
Maksymilian Budzisz (ur. 24 grudnia 1859 w Rekowie, zm. w lutym 1939 w Sopocie) – polski działacz narodowy, nauczyciel, Kaszuba.

## Życiorys
Pochodził z rodziny kaszubskiej. Wykształcenie zdobył w seminarium nauczycielskim w Kościerzynie. Przez pewien czas był właścicielem majątku w Sławkach, poświęcił się jednak pracy nauczycielskiej. Przez około 40 lat był nauczycielem w Oruni, gdzie prowadził sierociniec i zasiadał w radzie miejskiej. Później pracował jako nauczyciel w szkole katolickiej w Starych Szkotach.
Działał w Towarzystwie Nauczycieli Polaków w Gdańsku - był jego współzałożycielem i prezesem, potem otrzymał tytuł prezesa honorowego. Należał także do Towarzystwa Przyjaciół Nauki i Sztuki w Gdańsku. Tytułem honorowego prezesa obdarzyło go także Towarzystwo Śpiewacze "Lutnia" w Sopocie. 
Pochowany został na cmentarzu w Gdańsku-Starych Szkotach.

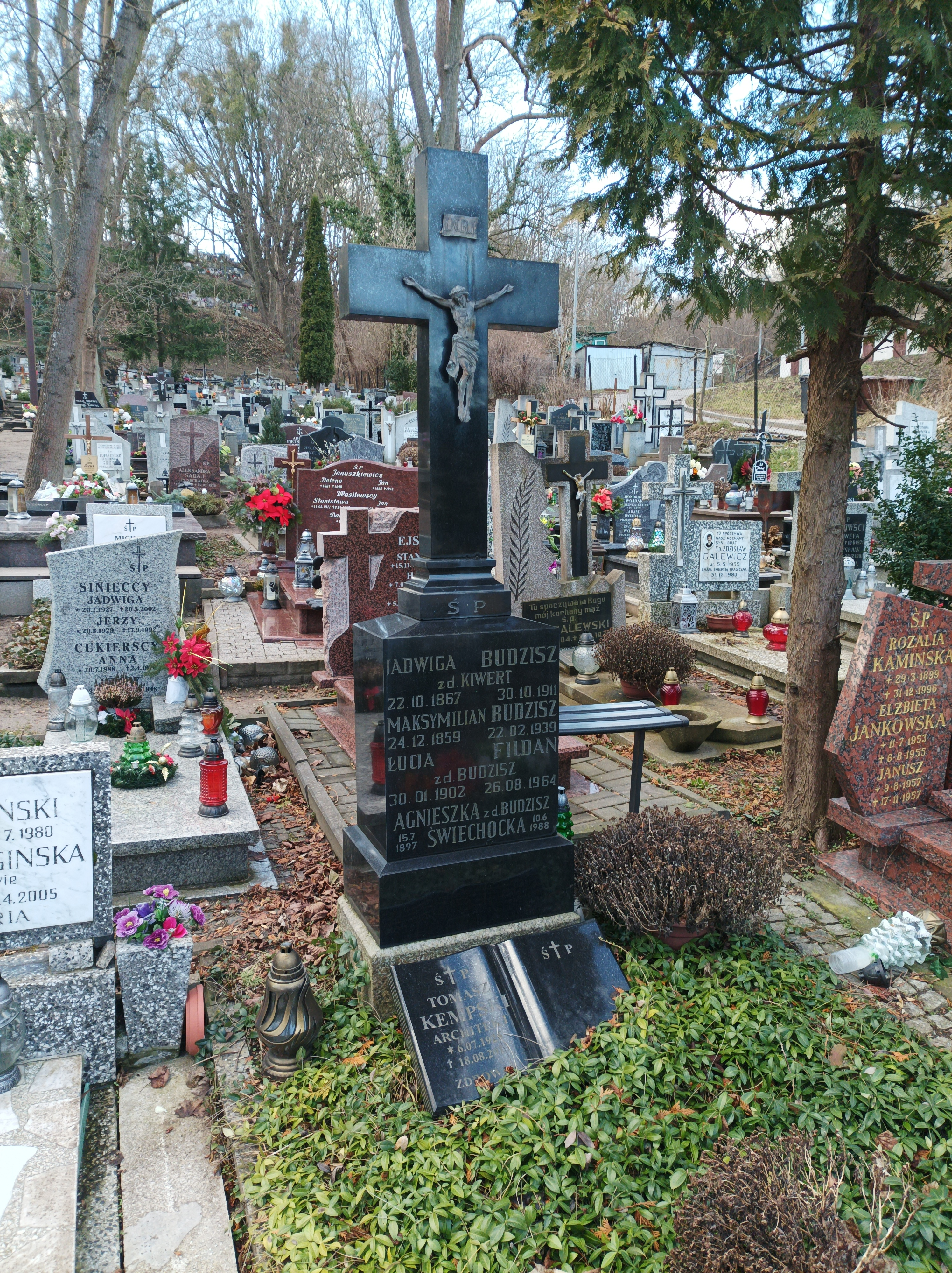
Grób Maksymiliana Budzisza w Gdańsku